# 日特涅
50°47′20″N 33°25′5″E / 50.78889°N 33.41806°E

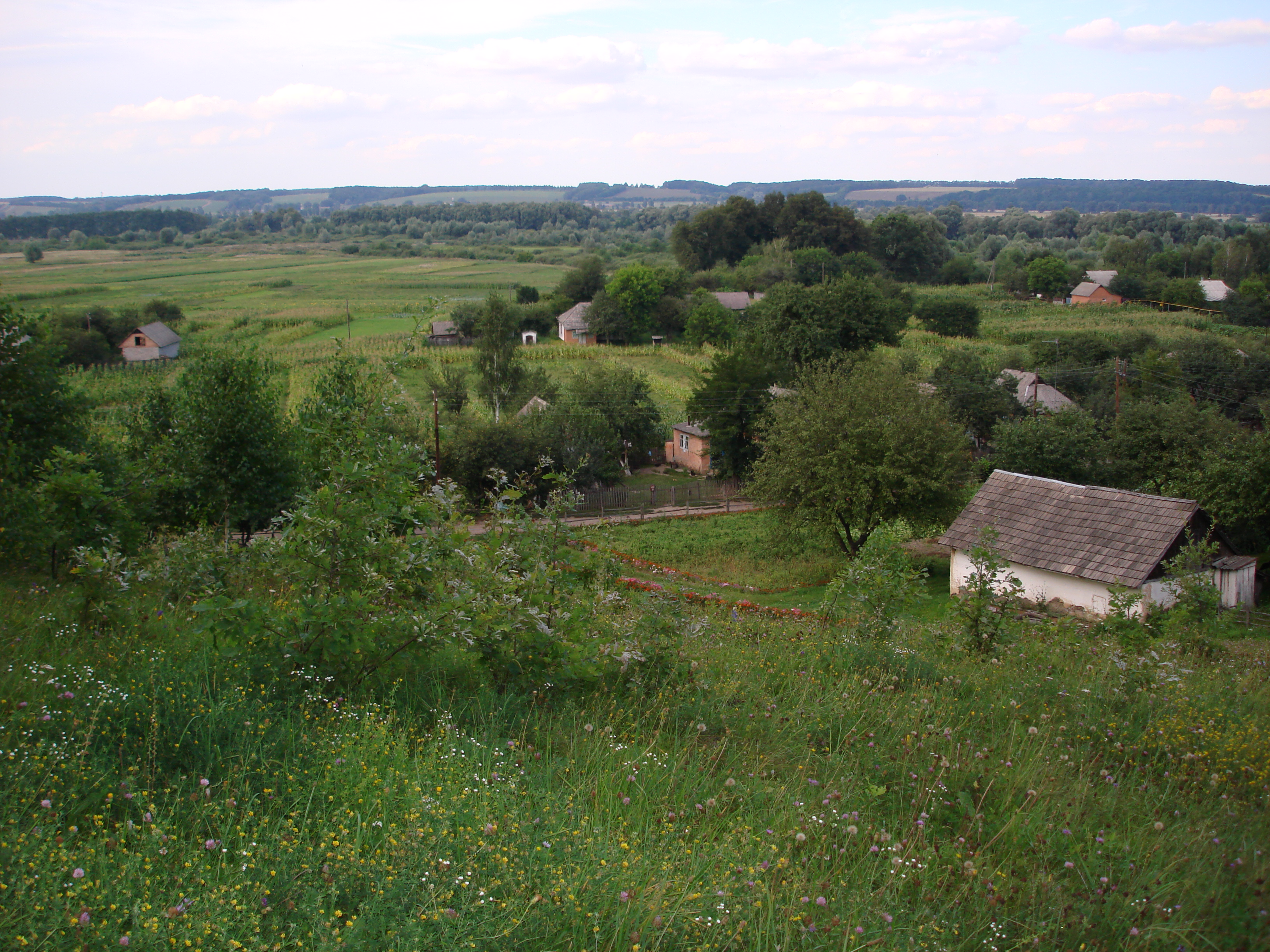

日特涅（烏克蘭語：Житнє）是位於烏克蘭東北部的村莊，由蘇梅州羅姆內區的羅姆內市鎮負責管轄。該村處於羅緬河右岸，分別距離波格列比1公里和羅姆內2公里，海拔高度123米，2001年人口638。
2024年9月19日，乌克兰最高拉达将此村的乌克兰语名字从改为。